# Карлуш Віла-Нова
Карлуш Мануел Віла-Нова (порт. Carlos Manuel Vila Nova, нар. 27 липня 1959, Невіш) — політик з Сан-Томе і Принсіпі. Обіймав посади міністра громадських робіт і природних ресурсів (2010-2012) і міністра інфраструктури, природних ресурсів та навколишнього середовища (2014-2018) в урядах прем'єр-міністра Патріса Тровоади. З 2021 6-й Президент Сан-Томе і Принсіпі.
Був кандидатом від Незалежної демократичної дії на президентських виборах 2021 року. 6 вересня був оголошений обраним президентом Сан-Томе і Принсіпі, здобувши 58% голосів і перемігши Гільєрме Поссера да Кошта з MLSTP / PSD.

## Біографія
Віла-Нова народився в Невіші, місті на північному узбережжі острова Сан-Томе. Здобув ступінь в галузі телекомунікацій в Університеті Орана, Алжир, в 1985 році. Потім повернувся, щоб очолити комп'ютерний відділ Державного статистичного управління. У 1988 році залишив державну службу і став менеджером з продажу в готелі Miramar, який на той момент був єдиним готелем в країні. У 1992 році був призначений директором готелю Miramar. У 1997 році став директором готелю Pousada Boa Vista, а також заснував власне туристичне агентство Mistral Voyages. Продовжував працювати в індустрії туризму, поки не зайнявся політикою в 2010 році.
Віла-Нова обіймав посаду міністра громадських робіт та природних ресурсів в кабінеті Патріса Тровоади з 2010 року, поки уряд не втратив більшість в 2012 році. Був призначений міністром інфраструктури, природних ресурсів та навколишнього середовища, коли Незалежна демократична дія Тровоади (порт. Ação Democrática Independente, ADI) повернула собі більшість в 2014 році.  У 2018 році Віла-Нова був обраний в Національні збори. Був висунутий кандидатом від ADI на президентських виборах 2021 року.
Віла-Нова одружений, має двох доньок.